# Klubi Sportiv Kamza
Il Klubi Sportiv Kamza, meglio noto come Kamza, è stata una società calcistica albanese con sede nella città di Kamëz.
Nelle stagioni 2017-2018 e 2018-2019 ha militato nella Kategoria Superiore, la massima divisione del campionato albanese.
Il 6 marzo 2019 il club viene retrocesso in terza divisione dalla Federcalcio Albanese dopo gli episodi nel finale di partita contro il Klubi Futbollit Laçi.

## Storia
Nel 2009 il club cambia il nome da KS Dajti, a "KF Kamza". Ha vinto per due volte il campionato di seconda divisione albanese.
Il 3 marzo 2019 durante la partita contro il Klubi Futbollit Laçi, in pieno recupero, incassano il gol del pareggio su un calcio di rigore giudicato inesistente dalla squadra di casa. Questa situazione ha portato a scatenare un'aggressione da parte di alcuni ultras e dirigenti della squadra al direttore di gara Eldorian Hamiti. A seguito di quanto accaduto, il club è stato punito con la retrocessione in Kategoria e Dytë e al pagamento di una multa da 80.000 euro. Inoltre il presidente, anch'esso coinvolto,insieme ad altri dirigenti del club, sono stati squalificati da tutte le attività sportive per un massimo di tre anni.

## Palmarès

### Competizioni nazionali
- Kategoria e Parë: 3

2016-2017
- Kategoria e Dytë: 2

1986-1987, 1997-1998

### Altri piazzamenti
- Kategoria e Parë:

Secondo posto: 1972-1973, 1974-1975
- Kategoria e Dytë:

Secondo posto: 2006-2007

## Organico

### Rosa 2018-2019
Aggiornata al 31 agosto 2018.
| N. |                       | Ruolo | Calciatore                     |
| -- | --------------------- | ----- | ------------------------------ |
| 1  | Bulgaria (bandiera)   | P     | Mario Kirev                    |
| 2  | Albania (bandiera)    | D     | Xhuljan Turhani                |
| 3  | Italia (bandiera)     | D     | Claudio Bonanni                |
| 4  | Albania (bandiera)    | D     | Armando Rami                   |
| 6  | Brasile (bandiera)    | C     | Bruno Arrabal                  |
| 7  | Montenegro (bandiera) | A     | Ognjen Rolović                 |
| 8  | Kosovo (bandiera)     | C     | Argjend Malaj                  |
| 9  | Argentina (bandiera)  | A     | Néstor Martinena               |
| 10 | Albania (bandiera)    | A     | Sebino Plaku (capitano)        |
| 11 | Albania (bandiera)    | A     | Ermir Rezi                     |
| 15 | Albania (bandiera)    | C     | Anxhelo Mumajesi               |
| 17 | Albania (bandiera)    | C     | Majkel Peçi                    |
| 19 | Albania (bandiera)    | D     | Erlis Frashëri (vice capitano) |

| N. |                     | Ruolo | Calciatore       |
| -- | ------------------- | ----- | ---------------- |
| 20 | Albania (bandiera)  | D     | Orjad Beqiri     |
| 21 | Albania (bandiera)  | D     | Olsi Teqja       |
| 22 | Albania (bandiera)  | C     | Xhuljo Mehmeti   |
| 28 | Albania (bandiera)  | D     | Hektor Idrizaj   |
| 29 | Albania (bandiera)  | A     | Niko Zisi        |
| 38 | Nigeria (bandiera)  | C     | Nurudeen Orelesi |
| 88 | Albania (bandiera)  | C     | Plarent Fejzaj   |
| 90 | Kosovo (bandiera)   | P     | Ilir Avdyli      |
| 99 | Giappone (bandiera) | A     | Masato Fukui     |
|    | Albania (bandiera)  | D     | Mikel Brahilika  |
|    | Albania (bandiera)  | C     | Soni Hoti        |
|    | Albania (bandiera)  | C     | Klevis Sadiku    |
|    | Albania (bandiera)  | A     | Jeton Krasniqi   |

### Rosa 2017-2018
Aggiornata al 31 gennaio 2018.
| N. |                               | Ruolo | Calciatore                   |
| -- | ----------------------------- | ----- | ---------------------------- |
| 1  | Albania (bandiera)            | P     | Fabio Gjonikaj               |
| 3  | Albania (bandiera)            | D     | Taulant Kuqi (vice capitano) |
| 4  | Albania (bandiera)            | D     | Armando Rami                 |
| 6  | Brasile (bandiera)            | C     | Bruno Arrabal Passamani      |
| 7  | Albania (bandiera)            | C     | Ersil Ymeraj                 |
| 9  | Albania (bandiera)            | A     | Sebino Plaku (capitano)      |
| 10 | Macedonia del Nord (bandiera) | C     | Demir Imeri                  |
| 11 | Albania (bandiera)            | A     | Ermir Rezi                   |
| 15 | Albania (bandiera)            | C     | Anxhelo Mumajesi             |
| 17 | Serbia (bandiera)             | A     | Stevan Račić                 |
| 19 | Albania (bandiera)            | D     | Erlis Frashëri               |
| 21 | Albania (bandiera)            | C     | Alfred Zefi                  |

| N. |                       | Ruolo | Calciatore     |
| -- | --------------------- | ----- | -------------- |
| 22 | Albania (bandiera)    | C     | Xhuljo Mehmeti |
| 28 | Albania (bandiera)    | D     | Hektor Idrizaj |
| 93 | Brasile (bandiera)    | D     | Léo Lelis      |
| 99 | Giappone (bandiera)   | A     | Masato Fukui   |
|    | Albania (bandiera)    | P     | Redi Leçka     |
|    | Kosovo (bandiera)     | P     | Ilir Avdyli    |
|    | Montenegro (bandiera) | D     | Igor Ćuković   |
|    | Albania (bandiera)    | D     | Vangjel Zguro  |
|    | Albania (bandiera)    | C     | Besnik Syziu   |
|    | Albania (bandiera)    | C     | Realdo Fili    |
|    | Kosovo (bandiera)     | C     | Argjend Malaj  |

### Staff tecnico
- Allenatore:  Klodian Duro
- Vice-Allenatore:  Bashkim Doku
- Team Manager: ?
- Preparatore dei portieri: ?
- Preparatore atletico: ?
- Medico sociale: ?
- Direttore Tecnico:  Skerdi Bejzade